# Štefan Steiner
prof. dr. Štefan Steiner [štefan štajner], slovenski teolog in pesnik, * 22. december 1926, Beltinci, † 5. julij 1981, Domžale.

## Dosežki
Štefan Steiner je bil dekan Teološke fakultete v Ljubljani in spiritual dijaškega seminišča v Mariboru.

## Življenje
V duhovnika je bil posvečen 29. junija 1953 v Mariboru. Od 4. marca 1954 do 8. avgusta 1956 je bil kaplan v Slovenskih Konjicah. V Rimu je študiral moralno teologijo. Tekom študija je najprej bival v zavodu Damascenum, nato na Consolati in v Sloveniku. V Rimu je tudi doktoriral.
Umrl je 5. julija 1981 v Domžalah; pokopan je v Beltincih.

## Nazivi
- redni profesor
- predavatelj
- dekan Teološke fakultete v Ljubljani (1963–1966)

## Dela
- Človekov poklic v Kristusu: osnovno moralno bogoslovje (skripta), Cirilsko društvo slovenskih bogoslovcev, Ljubljana 1968 (COBISS)
- Zakonci, stvarnikovi sodelavci, "Knjižice", Ljubljana 1968 (COBISS)

## Nagrade in odlikovanja
- 2001 priznanje Občine Beltinci (posmrtno)